# Joseph Wresinski
Joseph Wresinski (in polacco Józef Wrzesiński; Angers, 12 febbraio 1917 – Suresnes, 14 febbraio 1988) è stato un presbitero francese, fondatore del Movimento per i diritti umani ATD Quarto Mondo.

## Biografia

### Infanzia e giovinezza
Suo padre è polacco, e possiede un passaporto tedesco, sua madre spagnola. All’inizio della Prima Grande Guerra, la coppia Wresinski viene internata con il loro primogenito, Louis, prima al Forte di Saumur, poi nei locali dell’antico grande seminario di                                           Angers, l’Abbazia Saint-Serge, trasformata in un centro di internamento per gli stranieri sospettati di collaborare con il nemico. Sophie, secondogenito della coppia muore in tenera età. Joseph nacque nel 1917 in questa famiglia molta povera.
Alla fine della guerra la famiglia trova rifugio in una vecchia fucina abbandonata, in Rue Saint - Jacques ad Angers. Fin da piccolo, Joseph è chiamato a mantenere la famiglia prendendosi cura di una capra, in seguito serve messa presso le suore del Buon Pastore, in cambio di una tazza di latte e di due soldi. “Sono stati proprio quei due soldi a farmi decidere”, dirà più tardi. All’età di 13 anni, è  assunto come apprendista panettiere.
La sua formazione lo porta a Nantes dove, dopo aver frequentato per 6 mesi la gioventù  comunista, tramite un collega di lavoro, fa la conoscenza della Gioventù Operaia Cristiana (JOC), fondata in Belgio dall’abate Joseph-Léon Cardijn. Da membro della JOC, prende parte ad inchieste sulle condizioni di vita, spesso terribili, dei giovani lavoratori. Poco dopo, decide di diventare prete e, a 17 anni, riprende gli studi sui banchi del piccolo seminario di Beaupréau (Maine-et-Loire), con studenti che hanno 5 anni meno di lui. La mobilitazione generale, ed in seguito la guerra interrompono il suo percorso verso il sacerdozio, e solo nell’ottobre 1940 raggiunge il grande seminario di Soissons, rifugiato ad Entrammes. La scelta della diocesi di Soissons, invece di quella di Angers, sua città natale, è dovuta al fatto che i suoi studi sono finanziati da una famiglia di agricoltori dei dintorni di Soissons, di cui una parente era suora al Buon Pastore di Angers e conosceva la famiglia Wresinski da molto tempo. Diventa prete il 29 giugno 1946, a Soissons.

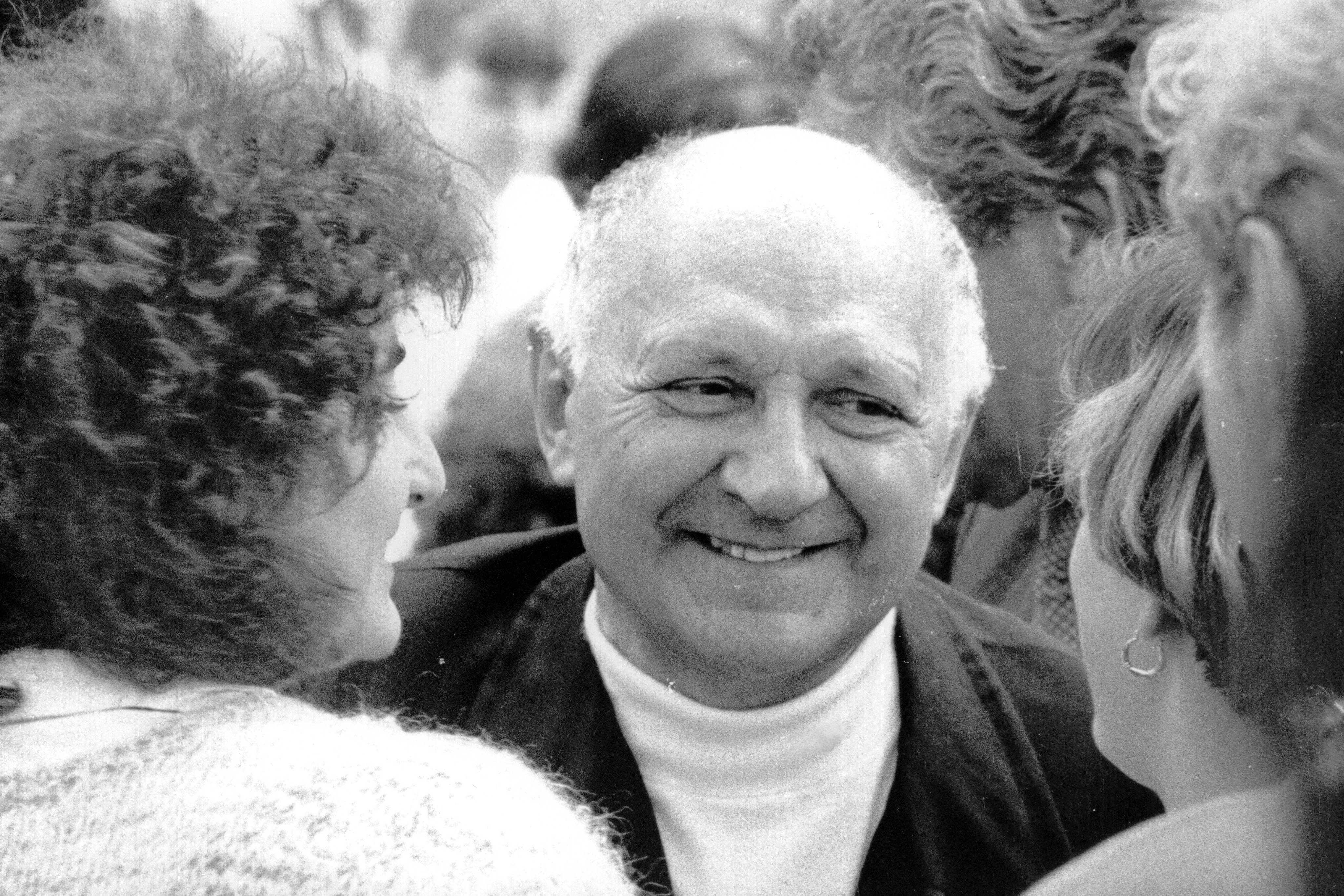

### Sacerdozio
Vicario, poi curato nelle parrocchie operaie (Tergnier) e di campagna (Dhuizel), per dieci anni, nel comune dell’Aisne, non smette di andare alla ricerca dei più poveri, dei più umiliati. Passa alcuni mesi nella Missione di Francia, lavora nei campi minati, contrae la tubercolosi. In pellegrinaggio a Roma nel 1950, continua il suo viaggio fin in Sicilia soprattutto per scoprire  “l’inferno bianco”, le saline siciliane.
Conoscendo la sua ricerca, il suo vescovo (Mons. Pierre Douillard), che era stato parroco ad Angers, nella parrocchia della famiglia Wresinski, gli propone allora nel 1956 di raggiungere una “cité” di emergenza che sembra una bidonville, a Noisy-le-Grand (regione parigina), lì vi fonderà il Movimento ATD Quarto Mondo. Ha anche creato il termine “quarto mondo”.
Questa “cité” di emergenza di Noisy-le-Grand venne creata due anni prima, su iniziativa dell’abate Pierre, per trovare nuovi alloggi a famiglie ospitate, in un primo tempo, alla porta di Charenton a Parigi. Viene costruita con i soldi della carità, raccolti al momento del grande movimento detto “dell’insurrezione della bontà” in seguito al suo appello alla radio. L'Abbé Pierre ha fatto costruire queste “cité” di cui quella di Noisy-le-Grand sembra una bidonville poiché s’inspira al progetto dell’architetto americano Martin Wagner, gli edifici sono a forma di mezzo bidone metallico. Questi quartieri che dovevano essere provvisori si trasformarono progressivamente, nel migliore dei casi, in Centri di promozione familiare a Noisy-le-Grand oppure in quartieri di case popolari. Il 14 luglio 1956, Joseph Wresinski si unisce alle 252 famiglie mal alloggiate nella “cité” di Emmaüs. Prova un vero e proprio shock.  “Quel giorno, sono ritornato nell’infelicità”, scriverà  più tardi.
“Sono ossessionato dall’idea che queste famiglie non usciranno mai dalla miseria fintantoché non saranno accolte nel loro insieme, come popolo, là dove gli uomini prendono le decisioni. Mi sono promesso che se rimango, farò in modo che queste famiglie possano salire i gradini del Vaticano, dell’Eliseo, dell’ONU…”
Da allora, consacrerá tutte le sue energie a far riconoscere queste persone in cerca di dignità, che possiedono pensieri ed esperienze uniche, indispensabili alla società. S’impegna a lottare contro l’assistenza e la carità che a suo dire “fanno affondare i poveri nell’infamia”. Si oppone alla mensa dei poveri ed agli assistenti sociali, propone alle famiglie di costruire un asilo nido ed una biblioteca. “Tutte queste persone non hanno tanto bisogno di cibo e di vestiti, quanto di dignità, di non dover più dipendere dalla buona volontà degli altri.” Verranno realizzati, poco a poco, una cappella, dei laboratori per giovani e adulti, una lavanderia, un centro estetico per le donne. Viene creata, con alcune famiglie del campo ed alcuni amici, un’associazione che prende il nome di “Aiuto ad ogni miseria” (ATD Quarto Mondo).

### ATD Quarto Mondo
Dal campo di Noisy-le-Grand, il Movimento ATD Quarto Mondo si estende progressivamente, i volontari dapprima raggiungono altri luoghi di abbandono della regione parigina  (La Campa, a La Courneuve; i Francs-Moisins, a Saint-Denis); in seguito altre città di Francia, d’Europa e anche degli Stati Uniti (New York nel 1964). Con alcuni viaggi ed il mantenimento di una lunga e fedele corrispondenza, padre Joseph Wresinski sviluppa una rete parallela di amici nel mondo, composta da persone e piccole organizzazioni impegnate con i più poveri. “Che nessuno resti solo nel suo impegno con i poveri” era questa una delle sue preoccupazioni. È sulla scia di questa prospettiva che crea, alla fine degli anni 70, il Forum Permanente sull’estrema povertà nel mondo. È nello stesso periodo che, dopo più di vent’anni di presenza e di azione vicino ai più poveri d’Europa e d’America del nord, vengono inviati dei volontari in America del Sud, in Asia e in Africa.
Nel 1977 Joseph Wresinski lancia una sfida: "Tra dieci anni, nessun illetterato nelle nostre “cités”. Tutti con un mestiere in mano. Colui che sa insegni a colui che non sa.”
Nel rapporto morale del Movimento ATD Quarto Mondo, pubblicato nel 1978, inventa la parola “illetteratismo”. Questo termine viene preferito a quello di “analfabetismo” giudicato spregiativo, ed il termine “alfabetizzazione” viene abbandonato poiché usato per gli immigrati mentre padre Wresinski si rende conto che le persone incontrate nelle “cité” e in altre bidonville, coloro che sono in difficoltà con la lingua sono più di origine francese e scolarizzate in Francia.
Alla fine degli anni 1980, influenza il Primo Ministro Michel Rocard nell'introduzione del Reddito minimo.
Membro del Consiglio economico e sociale della Repubblica francese a partire dal 1979, Joseph Wresinski redige un rapporto sulle importanti ripercussioni sociali e politiche in Europa e nel mondo. Intitolato “Grande povertà e precarietà economica e sociale” questo rapporto viene adottato l’11 febbraio 1987. Alcuni giorni dopo, il 20 febbraio 1987, Joseph Wresinski prende la parola davanti alla Commissione dei Diritti Umani delle Nazioni Unite, a Ginevra, per chiedere a questo organo dell’ONU di riconoscere l’estrema povertà come una violazione dei diritti dell’Uomo.
Il 17 ottobre dello stesso anno, inaugurando a Parigi una lapide commemorativa delle vittime della miseria, sigillata sul sagrato dei diritti dell’Uomo al Trocadero, crea la giornata mondiale del rifiuto della miseria, riconosciuta ufficialmente nel dicembre 1992 dalle Nazioni Unite come Giornata internazionale del rifiuto della miseria, e celebrare ogni anno il 17 ottobre. Il testo inciso sulla lapide del Trocadero afferma che: “Laddove gli uomini sono condannati a vivere nella miseria, i diritti dell’uomo sono violati. Unirsi per farli rispettare è un sacro dovere.”
Alcuni mesi dopo, Joseph Wresinski muore a seguito di un intervento. I funerali vengono celebrati nella cattedrale di Notre-Dame di Parigi sotto la presidenza del Cardinale Jean-Marie Lustiger, arcivescovo di Parigi. Viene seppellito a Méry-sur-Oise, nel cuore del centro internazionale del Movimento ATD Quarto Mondo.

### Riconoscenza
Padre Joseph Wresinski  è  al momento in processo di beatificazione a Roma. Ha ispirato il telefilm Joseph l'insoumis (Joseph, il ribelle)  (2011).

### Verso una spiritualità
Padre Joseph Wresinski non fu né il primo né il solo ad ascoltare i più bisognosi del mondo e a lasciarsi trasformare da loro. Ma ciò che fu specifico del suo intervento, fu che nasceva dal basso, e ancora oggi può far capire, dall’interno, quanto, per cambiare le cose ed il mondo, sia assolutamente necessario riconoscere le forze, il pensiero e la volontà di venire fuori dalla stessa povertà. Egli considerava i più poveri effettivamente come dei maestri che concepivano una società diversamente, e dunque come delle leve per la pace di tutti, senza esclusioni. Non si tratta solo di fare con loro, ma di fare ed essere a partire da loro e da ciò che hanno da insegnarci.
Se ciò fu possibile, è perché padre Joseph sapeva, avendolo vissuto, ciò  che un uomo umiliato porta in fondo al suo cuore, che una donna disperata ha ancora speranza, che alcuni bambini hanno da dare al mondo solo le lacrime. E che l’aver vissuto lui stesso la più grande povertà gli aveva insegnato ciò che nessuna università insegna: che i più poveri del mondo non si aspettano la carità pubblica, ma si aspettano che li si ascolti finalmente, alla pari dell'umanità.  “Non sono forse un essere umano, allora mi si tratti come tale!”.
La strada per cominciare a condurre il popolo della miseria verso questa liberazione sarà lunga per padre Joseph Wresinski. E difficile. Non bisogna pensare che gli bastava aprir bocca per essere ascoltato...sapeva troppo bene ciò che c’è oltre la singola miseria, e questa conoscenza è imbarazzante per tutti...dovette attraversare lo scoraggiamento e la fatica, l’insicurezza e la solitudine, superare la ferita interna che gli offuscava ciò che chiamiamo fiducia in se stessi. Dovette contare sugli altri, con il rischio di non raggiungere ciò che avrebbe voluto, o di lasciare il suo pensiero fondersi nelle parole degli altri... È stato umiliato ancora spesso a 50 anni, 60 e perfino a 70. Umiliato, perché ci si rifiutava di ascoltare il suo popolo…
Ma attingeva forza instancabile e l’audacia dalla contemplazione di Gesù, che considerava il povero tra i poveri, miserabile che rivela la natura stessa del Padre. Quel Cristo in condizioni di schiavo era molto più di un modello per lui: il viso di un Dio povero, e liberatore proprio in ragione della sua debolezza. Le notti passate irradiate dalla fede nella resurrezione non potevano che terminare nella luminosità di un 14 febbraio.